# オットー・クレンペラー
オットー・クレンペラー（Otto Klemperer, 1885年5月14日 - 1973年7月6日）は、ドイツ出身の指揮者・作曲家である。ユダヤ系ドイツ人。
20世紀を代表する指揮者の一人とされる。
ドイツ圏の古典派・ロマン派から20世紀の音楽まで幅広いレパートリーを持つ。晩年の録音で聴くことができるように、アンサンブルや音色・情緒的表現などの表面的な美しさより、遅く厳格なテンポにより楽曲の形式感・構築性を強調するスタイルでよく知られている。1950年代初頭ごろまでの録音には、逆に新即物主義的快速テンポによる同様のアプローチが見られる。
従兄弟に、言語学者で『第三帝国の言語「LTI」』を著したヴィクトール・クレンペラー（1881年 - 1960年）がいる。息子は俳優のヴェルナー・クレンペラー（1920年 - 2000年）である。

## 生涯

### 少年期
ブレスラウ（現在のポーランド・ヴロツワフ）に生まれる。4歳の時にハンブルクに移り、同地で少年時代を過ごす。音楽教育はハンブルク移住後、母親にピアノの手ほどきを受けたことに始まり、その後進学したフランクフルトのホッホ音楽院で、その後ベルリンに移り、作曲、指揮とピアノを専攻、ハンス・プフィッツナーに師事する。

### ドイツ時代
22歳でグスタフ・マーラーの推挙を受け、プラハのドイツ歌劇場の指揮者になる。以後、ハンブルク、ストラスブール、ケルン、ヴィースバーデンの歌劇場で指揮者を務める。1919年にはケルン歌劇場のオペラ歌手であるおなじユダヤ系のヨハンナ・ガイスラーと結婚。1921年にはベルリン・フィルハーモニー管弦楽団にデビュー、じきにベルリンでも好評を博するようになり、1927年にはウンター・デン・リンデン国立歌劇場に付属するクロル歌劇場の監督に就任する。その革新的な試みは大きな話題となるが、ドイツ経済の急速な悪化とナチスに代表されるドイツ復古主義の台頭もあり、1931年には劇場は閉鎖される。48歳の時（1933年）、ナチス政権樹立に伴い、スイスを経由しアメリカ合衆国へ亡命する。

### アメリカ時代
亡命後、クレンペラーはロサンジェルス・フィルハーモニックの指揮者となり、オーケストラの水準を大きく向上させる。また、各地のオーケストラに客演し、ピッツバーグ交響楽団の再建にも関与する。ところが、1939年に脳腫瘍に倒れたクレンペラーは、言語障害や身体の麻痺といった後遺症との戦いを余儀なくされ、ロサンジェルス・フィルの音楽監督の座も失うことになる。この病をきっかけに元来患っていた躁鬱病も悪化、奇行が目立つようになり、以後アメリカでのキャリアは完全に断たれる。

### 第二次大戦後・晩年
第二次世界大戦後はヨーロッパに帰還を果たし、62歳（1947年）でブダペストのハンガリー国立歌劇場の監督に就任。すぐさま劇場を充実したものとするが、3年後には社会主義リアリズムを振りかざすハンガリー社会主義労働者党政権と衝突して辞任する。その間、北米ヴォックス・レコードとのレコーディングを重ね、また世界各地のオーケストラにも客演する。やがてロンドンでの客演が英国EMIのプロデューサーであるウォルター・レッグに感銘を与え、1952年にEMIとレコード契約を交わすことになる。
アメリカの音楽団体による活動の制限、市民権継続の問題などからしばらくアメリカに留まることとなるが、やがてヨーロッパへ脱出し、ドイツの市民権を回復する。こうして、1954年（69歳）からフィルハーモニア管弦楽団とレコーディングを開始したクレンペラーは、EMIから多くのレコードをリリース。これにより、忘れられていた彼の名は広く知れ渡り、巨匠として世界的な名声を得ることになる。そして1959年8月に、クレンペラーはレッグと終身のレコード録音契約を結ぶと共に同楽団初の常任指揮者の座に就いた。

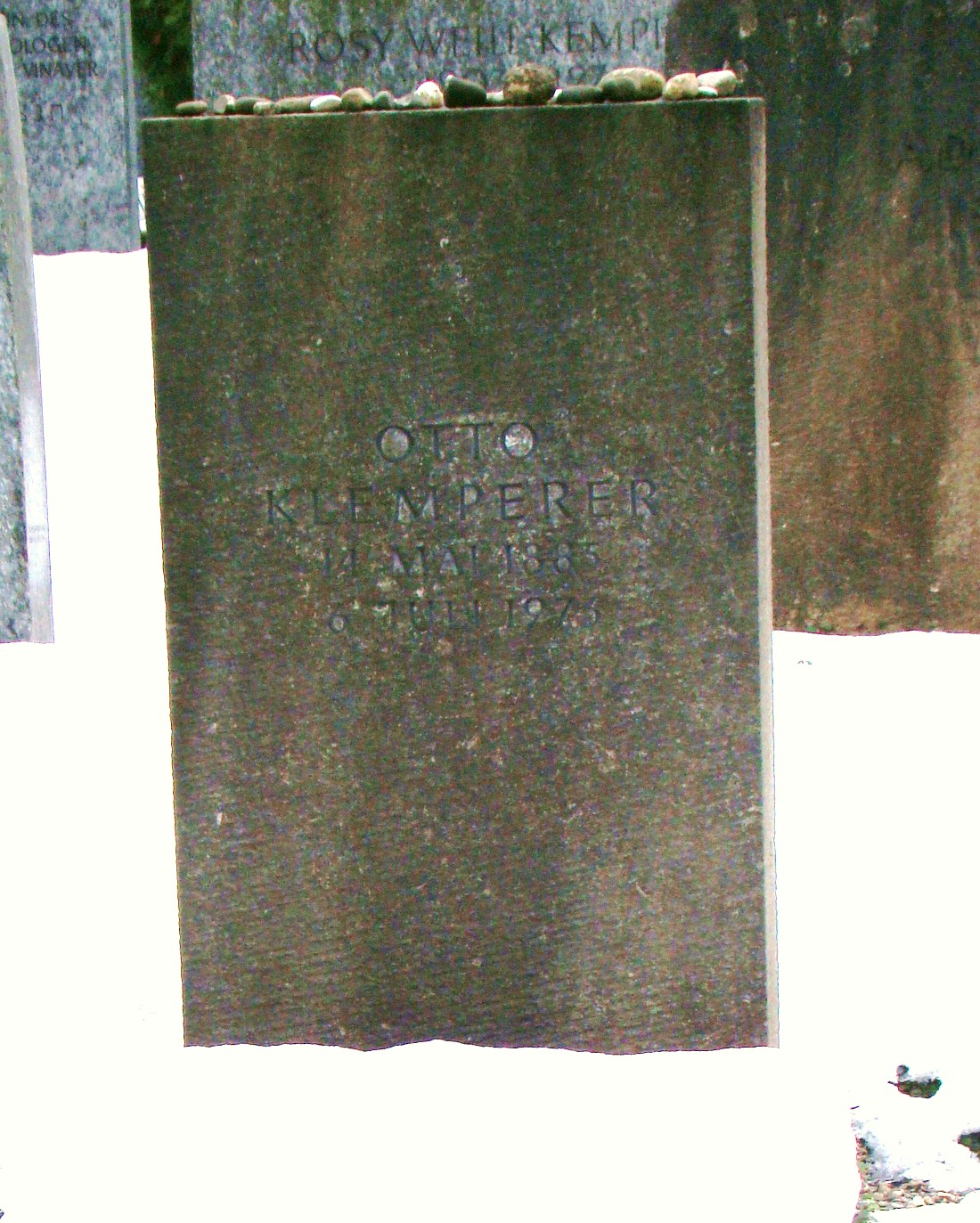
チューリッヒのオーバーラー・フリーゼンベルクユダヤ人墓地にあるクレンペラーの墓。

クレンペラーとフィルハーモニア管弦楽団の関係は、楽団が1964年にニュー・フィルハーモニア管弦楽団として新しいスタートを切った後も変わることなく続いた。
晩年は聴覚を含む体の衰えが著しくなり、1972年1月に公開の演奏活動から引退を表明。同年末にはレコーディング活動からも引退する。
翌1973年にスイス・チューリッヒの自宅で睡眠中に死去した。

## マーラーとの関係
グスタフ・マーラーはクレンペラーと知り合った時、マーラーの交響曲第2番『復活』をクレンペラーがピアノ版に編曲した楽譜を見て強く感心した。クレンペラーからの推薦依頼に応え、マーラーは自身の名刺に推薦文を書き込み渡した。以下はその内容。
“グスタフ・マーラーはクレンペラー氏を推薦します。氏はこの若さで卓越した、充分に経験を積んだ優れた音楽家であり、指揮者として世に出ることを望んでいます。私は彼がカペルマイスターとしての職務を全うできると保証します。また私は彼に関する問い合わせについて、何なりと答える用意があります”
当時、マーラーはウィーン宮廷歌劇場（現ウィーン国立歌劇場）の音楽監督であり、国内外での高い名声を誇る彼の推薦によりクレンペラーは指揮者としてのキャリアを開始できた。そのことについて、クレンペラーは後年までマーラーに感謝している。
マーラーに私淑したクレンペラーにとって、彼の作品は重要なレパートリーとなったが、すべての交響曲を演奏することはなく、一部の作品については批判的な見解を述べている。そのためか、以前は録音等でも、マーラーの友人だったブルーノ・ワルターに比べるとあまり評価されない傾向にあった。また、クレンペラーのマーラー演奏は、煩雑な演出や主観的な感情表現を拒否した冷徹で厳しい解釈が特徴となっており、濃厚で劇的なマーラー演奏を求める向きからはあまり好まれない傾向にある。しかしながら、彼の残した演奏は確実に一定の評価を受けている。
1911年の夏、クレンペラーがガルミッシュにあるリヒャルト・シュトラウスの別荘を訪れた際、シュトラウスはクレンペラーに対し、マーラーが常に「救済」を求めていた点に触れ「一体何から救済されるべきなのか、私には分からない。朝机に坐って、アイディアが脳裡に浮かんできたとき、私は確かに救済を必要としていない。マーラーは何を言おうとしていたのだろうか？」と言った。クレンペラーは「二人の音楽家の対立点はまさしくここだった」と回想録で述べている。

## 逸話
クレンペラーは独特の人間性から多くの逸話を残している。また、自身の命や指揮者生命に関わる怪我や病気も数多い。躁鬱病やアメリカ時代の脳腫瘍のみならず、後頭部からステージ下に転落して頭部を強打し背骨を骨折、モントリオール空港で転んで足と腰骨を複雑骨折するなど、様々な事故を体験しているがそのつど復活を遂げている。
そのほか、以下の逸話が残っている。
- 1960年、BBCのインタビューにて「ワルターはモラリストだが、私は違う、断じて!」と述べている[5]。
- 1958年9月に、クレンペラーは寝室で寝タバコのまま寝込んでしまい、火をベッドに延焼させてしまう。それを消そうとし水と間違えて樟脳（カンフル）をばらまいてしまい大やけどを負ってしまった。その後、一年近く治療に専念することになったが、前述の通り、翌1959年8月にフィルハーモニア管弦楽団との終身のレコード契約を結ぶと、クレンペラーはたちまち回復して演奏活動に復帰した[6]。
- 作曲家パウル・ヒンデミットが「音楽の哲学的な側面」と題する講演を開いたときのこと。質疑応答でクレンペラーが手を挙げた。何を質問するかと思いきや「トイレはどこですか?[7][8]」
- アメリカ時代、病気が悪化したクレンペラーは色情狂を思わせる症状を示した。友人たちの尽力でサナトリウムに入ることになったが、すぐさまそこを出てしまい、この一件は「ニューヨーク・タイムズ」の一面記事となった。タイトルは「クレンペラー逃亡す、性犯罪に走る恐れあり!」。クレンペラーは警察に逮捕され、精神病院に引き渡された。医師の見立てにより入院は回避されたものの、これら一連のスキャンダルにより、アメリカにおけるクレンペラーの評判は完全に失墜した[9]。
- ある朝、クレンペラーの娘ロッテがホテルの父の部屋をノックした。部屋は散らかり服は散乱し、ベッドには若い女性がいた。クレンペラーはその女性に歩み寄り言った。「紹介しよう、私の娘ロッテだ。ところで君の名前をもう一度教えてくれないか?[10]」
- ある劇場でモーツァルトのオペラ『魔笛』を上演したときのこと。クレンペラーは三人の侍女・三人の少年を歌う女性歌手達といちゃつきたいと思った。そしてそのうちの1人に対し行き過ぎた行為に出た。歌手からの苦情を受けた劇場支配人は、クレンペラーに対し「このオペラハウスは売春宿ではございません」と注意しようとしたが、間違えて「この売春宿はオペラハウスではございません」と言ってしまった。それを聞いたクレンペラーは、納得してその場を立ち去った[10]。
- ブダペストで、ワーグナーの『ニュルンベルクのマイスタージンガー』を指揮したときのこと。オーケストラのコンサートミストレスは、当時19歳のワンダ・ウィウコミルスカ。しかし3幕になると、ウィウコミルスカは退屈しついうとうとしてしまう。それを見たクレンペラーは思わず怒鳴った。「とっとと帰れ!ワーグナーはガキの音楽じゃねぇんだ![11]」
- 同じくブダペストで、クレンペラーはあるリハーサルのとき激怒してしまい「タクシーを呼べ!」と叫んだ。劇場支配人はクレンペラーの激しやすい性格を知っていたので、タクシー運転手に対し、彼を乗せて劇場の周囲をグルッと一回りしたあとに戻ってくるよう指示した。タクシーは本当に戻ってきて、クレンペラーは指揮台に戻り中断した箇所からリハーサルを再開した[11]。
- ワーグナー『さまよえるオランダ人』録音セッションのときのこと。ある歌手がある部分をもう一度歌い直したいと申し出た。クレンペラーは「なぜだ?もう一度やったって悪くなるだけだ」と答えた。その歌手は「今度はもっとうまく歌ってみせます」と返したが、クレンペラーはこう言って拒否した。「そんなに長い時間、待てるものか![7]」
- フィルハーモニア管弦楽団の赤い髪の女性チェロ奏者を気に入ったクレンペラーは、自作のピアノ三重奏曲を試したいという名目でホテルの自室に誘った。クレンペラーは別の男性ヴァイオリン奏者も同時に誘ったため、彼女は安心して誘いに応じた。いざ三人で演奏するという際、ピアノの前のクレンペラーは男性ヴァイオリン奏者にぐちゃぐちゃの手書き譜面を渡して言った。「ヴァイオリンのパートはまだできていないんだ。君は帰っていいよ[11]」
- クレンペラー自作の交響曲第2番をリハーサルしているとき、第1トランペット奏者が、ある箇所の音を半音上げるか下げるかわからず、隣の奏者に尋ねていた。それを見たクレンペラーは「疑問があれば私に聞いてくれ。ここでは私が指揮者であり作曲者だ」と言った。それに対しそのトランペット奏者は「私が何かを尋ねても、今まであなたは一度も答えてくださらなかったではありませんか」と返した。クレンペラーはコンサートマスターに向かいこう聞いた。「おい、今あいつはなんと言ったんだ?[7]」
- プーランクが、クレンペラーの指揮で自作のピアノ協奏曲を演奏した。その際、クレンペラーはコンサートマスターにこう尋ねた。「“シャイセ”[注釈 6]はフランス語でなんと言うのかね?[12]」
- ワルターによるウィーン最後の演奏会の翌日、クレンペラーは偶然ワルターと出会った。彼は前日の演奏会でのマーラー交響曲第4番について、皮肉たっぷりに「20年前と同じ演奏ではないかね」と言った。しかし、ワルターにはその皮肉が通じず、善意に受け取られ逆にお礼を返された[13]。
- 歌手のフィッシャー＝ディースカウが指揮者としてのデビュー公演にクレンペラーを招待した。そこでクレンペラー、「あいにくその日はショルティ（指揮者。しわがれ声で有名）が歌う『冬の旅』を聴きに行く約束があるので[12]」
- 同年代の指揮者と比較すると、彼の録音は膨大な数にのぼるが、彼自身はスタジオ録音に求められる完璧性を理解しようとしなかった。クレンペラーはテープのツギハギ（編集）を「ペテン」と批判し、録音時の演奏ミスを修正する際は、小節単位での部分録音ではなく、前後の連続性を重視しその部分をそっくりやり直すことを要求した[14]。また、ステレオを「イカサマ師の発明」とこき下ろしていた[15]。

## オペラ指揮者として
クレンペラーは晩年の録音で大きく名を成したことから「大器晩成」と言われることがある。しかし彼は、ドイツ時代からすでに同時代の音楽にも精通する一流の指揮者として知られていた。例えば1947年に刊行されたトーマス・マンの「ファウストゥス博士」においてクレンペラーは実名で登場しているが、そこでは「1926年にフランクフルトにてオラトリオ『アポカリプス』を指揮」する役を与えられており、ドイツ時代のクレンペラーの存在感を暗示している。
なかでもクロル歌劇場監督の時代には、独自予算がなく人員も制限された状況の中で、無名の曲目や同時代の音楽を積極的に演目に乗せ（ただし十二音技法による音楽はその限りではなかった）、有名な曲目に対しても新しい現代的な演出を試みるなど、その果敢な試みは多くの好評と反発を呼び起こした。とくにワーグナーのオペラを上演した際には、のちにヴィーラント・ワーグナーが確立したとされる「新バイロイト様式」的な演出であったため、多くのワーグナー崇拝者から激烈な抗議を受けた。

## 作曲家として
クレンペラーは指揮活動の他に作曲も行っていた。しかし、今日においてそれらの作品はほとんど省みられることはなく、評価の対象にすらなっていない。クレンペラーの作品の中で最も有名なものは、自身の歌劇「ダス・ツィール」からの「メリー・ワルツ」である。他にも6つの交響曲、9つの弦楽四重奏曲、ミサ曲、歌劇、歌曲などがある。作曲活動は、青年期と晩年に集中しているのも特徴である。
また、メンデルスゾーンの交響曲第3番『スコットランド』終楽章のコーダを改変し演奏している。本来この作品はイ長調で終結するが、クレンペラーはこれが気に入らず、イ短調のままで終結するコーダを作曲した。録音も残されている。

## フィルハーモニア管弦楽団との関係
この楽団は英国EMIのレコード作成用楽団だったが、創立者ウォルター・レッグの同社辞職に伴い、レッグは同オーケストラの解散を宣言し（オーケストラは彼個人の所有物だった）、「フィルハーモニア管弦楽団」の名称すら売却してしまった。しかし、楽員たちは「ニュー・フィルハーモニア管弦楽団」（後に名称は元に戻る）として自主運営を始め、クレンペラーも楽団の会長に就任して多くの録音を残した。ある女性奏者は「神様のもとで演奏出来て、そのうえ給料まで戴けるなんて申し訳ない」と漏らしたという逸話も残っている。その独特な性格にもかかわらず、クレンペラーは多くの音楽家から敬意を持って遇された。

## 死後
クレンペラーのディスクはほとんどがEMIからのものだが、近年では傘下のテスタメント・レコードが積極的にライヴや放送音源をリリースしている。また、戦前／戦時中の録音は著作権切れが迫っていることもあり、いろいろなレーベルから音源の発掘・CD化が行われている。